# Донецька єпархія ПЦУ
Донецька єпархія — єпархія Православної церкви України на території Донецької області.

## Загальні відомості
Була створена в 1992 році; включає церковні парафії Донецької області.
Кафедральне місто — Донецьк, кафедральний собор — Свято-Преображенский собор.
До складу єпархії входить 8 благочинь, 78 парафій і Будинок милосердя:
1. Донецьке благочиння;
2. Маріупольське благочиння;
3. Слов'янське благочиння;
4. Тельманівське благочиння;
5. Мар'їнське благочиння;
6. Красноармійське благочиння;
7. Добропільське благочиння;
8. Старобешівське благочиння;
9. Грецької парафії;
10. Парафії Донецької єпархії за кордоном.

За час існування єпархії були побудовані та реставровані храми в Донецьку, Маріуполі, Слов'янську, в селі Свободне Тельмановського району, селі Кам'янка Тельмановського району, селе Новоселівка Старобешевського району, селі Криворіжжя Добропільського району, селі Благодатне Амвросіївського району — батьківщіні Патріарха Філарета.
Окрім молитовно-сакраментальної діяльності клірики і вірні Донецької єпархії займаються і соціальним служінням. Так, у Тельманівському районі був відкритий єдиний в Донецькій області хоспіс — Будинок милосердя для людей похилого віку та онкологічно хворих людей; будується реабілітаційний центр для дітей-інвалідів; разом з християнами інших конфесій був організований благодійний фонд, що опікується туберкульозними та ВІЛ-інфікованими дітьми.[джерело не вказане 1642 дні]
У катехитично-виховному напрямку відбувається тісна співпраця Донецької єпархії з Національною скаутською організацією України Пласт, а також із Українським Реєстровим Козацтвом. При єпархії організовано Братство святого і праведного Петра Калнишевського, що має на меті залучити православну молодь до активнішої участі в церковному житті.[джерело не вказане 1642 дні]
Після повномасштабного російського вторгнення маріупольські священники створили у Дніпрі гуманітарний хаб Доброго ранку, ми з Маріуполя!, який очолив митрополит Сергій.

## Монастирі
- Святителя Ігнатія Маріупольського чоловічий монастир у селі Кам'янка Тельмановського району;
- Свято-Троїцький жіночий монастир у селі Андріївка Тельмановського району.

## Архипастирі
- Філарет (Денисенко) (13 липня 1992 — 10 квітня 1993)
- Полікарп (Гуц) (10 квітня — 16 серпня 1993)
- Ізяслав (Карга) (1995 — 16 липня 1996)
- Іоанн (Зинов'єв) (18 липня 1996 - 20 лютого 1997)
- Іоасаф (Василиків) (6 квітня — 28 жовтня 1997)
- Володимир (Поліщук) (1997 — 1998)
- Юрій (Юрчик) (14 травня 1999 — 26 листопада 2008)
- Сергій (Горобцов) (з 26 листопада 2008)

## Структура

### Правління
- м. Донецьк, вул. Елеваторна, 19.

### Благочиння
| №  | Назва                                                                                      | Адреса | Координати                                                              | Настоятель                    | Благочиння     |
| -- | ------------------------------------------------------------------------------------------ | --- | ----------------------------------------------------------------------- | ----------------------------- | -------------- |
| 1  | Свято-Преображенський кафедральний собор                                                   | Україна, Донецька область, м. Донецьк, вул. Куйбишева, 107                                                                | 47°59′58″ пн. ш. 37°45′42″ сх. д. / 47.999406° пн. ш. 37.761619° сх. д. |                               | Донецьке       |
| 2  | Храм святого Духа                                                                          | Україна, Донецька область, м. Донецьк, вул. Нафтова, 18                                                                   | 47°58′34″ пн. ш. 37°41′53″ сх. д. / 47.976119° пн. ш. 37.698008° сх. д. |                               | Донецьке       |
| 3  | Храм блаженної Ксенії Петербурзької                                                        | Україна, Донецька область, м. Донецьк, вул. Лебедина, 30                                                                  |                                                                         |                               | Донецьке       |
| 4  | Свято-Троїцький храм                                                                       | Україна, Донецька область, м. Донецьк, вул. Текстильників, 17                                                             |                                                                         |                               | Донецьке       |
| 5  | Свято-Знаменський храм                                                                     | Україна, Донецька область, м. Донецьк, вул. Медична, 7                                                                    | 47°56′53″ пн. ш. 37°33′08″ сх. д. / 47.947977° пн. ш. 37.55223° сх. д.  |                               | Донецьке       |
| 6  | Свято-Михайлівський храм                                                                   | Україна, Донецька область, м. Донецьк, вул. Живописна, 1                                                                  |                                                                         |                               | Донецьке       |
| 7  | Храм Христа Спасителя                                                                      | Україна, Донецька область, м. Донецьк, вул. Пухова, 8                                                                     | 47°57′25″ пн. ш. 37°48′35″ сх. д. / 47.957043° пн. ш. 37.809695° сх. д. |                               | Донецьке       |
| 8  | Свято-Вознесенський храм                                                                   | Україна, Донецька область, м. Донецьк, вул. Літня, 31, кв. 2                                                              | 47°56′47″ пн. ш. 37°37′13″ сх. д. / 47.946498° пн. ш. 37.620288° сх. д. |                               | Донецьке       |
| 9  | Козацький храм Різдва Христового (тимчасово закритий згідно з рішенням міністра Табачника) | Україна, Донецька область, м. Донецьк, просп. Богдана Хмельницького                                                       |                                                                         |                               | Донецьке       |
| 10 | Храм св. Філарета Милостивого                                                              | Україна, Донецька область, м. Донецьк, просп. Червоногвардійський, 29                                                     |                                                                         |                               | Донецьке       |
| 11 | Свято-Троїцький храм                                                                       | Україна, Донецька область, м. Горлівка, вул. Жукова, 4, кв. 29                                                            |                                                                         |                               | Донецьке       |
| 12 | Свято-Вознесенський храм                                                                   | Україна, Донецька область, м. Дружківка, вул. Пушкіна, 3                                                                  |                                                                         |                               | Донецьке       |
| 13 | Свято-Миколаївський храм                                                                   | Україна, Донецька область, Єнакієвська міська рада, смт. Корсунь, вул. Залізнична, 2                                      |                                                                         |                               | Донецьке       |
| 14 | Свято-Сергіївський храм                                                                    | Україна, Донецька область, м. Єнакієве, вул. Ілліча, 30, кв. 47                                                           |                                                                         |                               | Донецьке       |
| 15 | Свято-Стрітенський храм                                                                    | Україна, Донецька область, м. Константинівка                                                                              |                                                                         | прот. Костянтин Кузнецов      | Донецьке       |
| 16 | Храм Іоанна Затворника                                                                     | Україна, Донецька область, м. Макіївка, квартал Будівельник 761, б. 24, кв. 88                                            |                                                                         |                               | Донецьке       |
| 17 | Храм святого Петра Могили (на 2-му поверсі - собор Успіння пресвятої Богородиці)           | Україна, Донецька область, м. Маріуполь, проїзд Нахімова, 3                                                               | 47°04′03″ пн. ш. 37°30′34″ сх. д. / 47.067582° пн. ш. 37.509352° сх. д. | о. Уар Перетятько             | Маріупольське  |
| 18 | Храм святої Княгині Ольги                                                                  | Україна, Донецька область, м. Маріуполь, проїзд Металургів, 215                                                           | 47°07′56″ пн. ш. 37°33′59″ сх. д. / 47.132148° пн. ш. 37.566462° сх. д. |                               | Маріупольське  |
| 19 | Храм святих Петра і Павла                                                                  | Україна, Донецька область, м. Маріуполь, вул. Митрополитська, 37, приміщення колишнього Маріупольського духовного училища | 47°05′54″ пн. ш. 37°33′20″ сх. д. / 47.098336° пн. ш. 37.555454° сх. д. | о. Володимир                  | Маріупольське  |
| 20 | Храм Покрови Пресвятої Богородиці                                                          | Україна, Донецька область, м. Маріуполь, приміщення колишнього Маріупольського духовного училища                          |                                                                         | прот. Любомир Кащій           | Маріупольське  |
| 21 | Храм Усікновення глави Іоанна Предтечі                                                     | Україна, Донецька область, м. Маріуполь, бул. Меотиди, 28, кв. 52                                                         |                                                                         |                               | Маріупольське  |
| 22 | Свято-Покровський храм                                                                     | Україна, Донецька область, м. Маріуполь, бул. Морський, 56, кв. 161                                                       | 47°05′55″ пн. ш. 37°38′48″ сх. д. / 47.09854° пн. ш. 37.646649° сх. д.  |                               | Маріупольське  |
| 23 | Парафія Святої Великомучениці Параскеви П’ятниці міста Маріуполя                           | Україна, Донецька область, м. Маріуполь, вул.Земська, буд.78                                                              |                                                                         |                               | Маріупольське  |
| 24 | Храм святого Юрія Переможця                                                                | Україна, Донецька область, м. Краматорськ, вул. Проїздна, 78а                                                             |                                                                         | о. Микола Горгула             | Краматорське   |
| 25 | Храм святого Пантелеймона                                                                  | Україна, Донецька область, м. Краматорськ, бул. Краматорський, 5, кв. 106                                                 |                                                                         |                               | Краматорське   |
| 26 | Храм Архистратига Михаїла                                                                  | Україна, Донецька область, м. Краматорськ, вул. Об'їздова, 14, кв. 3                                                      |                                                                         |                               | Краматорське   |
| 27 | Храм страстотерпців Бориса та Гліба                                                        | Україна, Донецька область, м. Краматорськ, вул. Катеринича, 14                                                            |                                                                         | о. Ігор Ананьєв               | Краматорське   |
| 28 | Храм Благовіщення Пресвятої Богородиці                                                     | Україна, Донецька область, Краматорська міська рада, смт. Ясна Поляна                                                     |                                                                         | прот. Володимир Корчагін      | Краматорське   |
| 29 | Храм Архангела Михаїла                                                                     | Україна, Донецька область, смт. Бойківське, вул. Першотравнева, 72                                                        |                                                                         |                               | Бойківське     |
| 30 | Свято-Троїцький храм                                                                       | Україна, Донецька область, м. Вугледар, вул. 13 десантників, 21                                                           |                                                                         |                               | Бойківське     |
| 31 | Храм святої Трійці                                                                         | Україна, Донецька область, Волноваський район, смт. Андріївка, вул. Шкільна, 21                                           |                                                                         |                               | Бойківське     |
| 32 | Свято-Троїцький жіночий монастир                                                           | Україна, Донецька область, Волноваський район, смт. Андріївка, вул. Шкільна, 21                                           |                                                                         |                               | Бойківське     |
| 33 | Дім милосердя (для людей похилого віку, ветеранів війни, важкохворих)                      | Україна, Донецька область, Бойківський район, с. Греково-Олександрівка                                                    |                                                                         |                               | Бойківське     |
| 34 | Чоловічий монастир святителя Ігнатія Маріупольського                                       | Україна, Донецька область, Бойківський район, с. Біла Кам'янка                                                            |                                                                         |                               | Бойківське     |
| 35 | Храм святого Миколая Чудотворця                                                            | Україна, Донецька область, Бойківський район, с. Лукове, вул. Миру, 30                                                    |                                                                         |                               | Бойківське     |
| 36 | Храм ікони Казанської Божої Матері                                                         | Україна, Донецька область, Бойківський район, с. Кузнецово-Михайлівка                                                     |                                                                         |                               | Бойківське     |
| 37 | Храм святого Димитрія Солунського                                                          | Україна, Донецька область, Бойківський район, с. Михайлівка, вул. Стаханівська, 4                                         |                                                                         |                               | Бойківське     |
| 38 | Храм святого Благовіщення                                                                  | Україна, Донецька область, Волноваський район, с. Новоселівка, вул. Совєтська, 45                                         |                                                                         | о. Христофор Хрімлі           | Бойківське     |
| 39 | Храм святої Ірини                                                                          | Україна, Донецька область, Волноваський район, смт. Оленівка, вул. Фрунзе, 64                                             |                                                                         |                               | Бойківське     |
| 40 | Храм святих Петра і Павла                                                                  | Україна, Донецька область, Бойківський район, с. Свободне                                                                 |                                                                         |                               | Бойківське     |
| 41 | Храм святого Юрія Переможця                                                                | Україна, Донецька область, Бойківський район, с. Староласпа, вул. Шкільна, 19                                             |                                                                         |                               | Мар'їнське     |
| 42 | Храм                                                                                       | Україна, Донецька область, Великоновосілківський район, с. Урожайне                                                       |                                                                         |                               | Покровське     |
| 43 | Храм Введення пресвятої Богородиці                                                         | Україна, Донецька область, м. Новогродівка, вул. Паркова, 25                                                              |                                                                         |                               | Добропільське  |
| 44 | Храм Святого Миколи Чудотворця                                                             | Україна, Донецька область, м. Добропілля, просп. Перемоги, 33, кв. 4                                                      |                                                                         | ієрей Іван Кравченко          | Добропільське  |
| 45 | Храм святого апостола Андрія Первозванного                                                 | Україна, Донецька область, Добропільський район, с. Криворіжжя                                                            |                                                                         | о. Микола Курасов             | Добропільське  |
| 46 | Храм Свято-Покровський                                                                     | Україна, Донецька область, Добропільський район, с. Юр'ївка                                                               |                                                                         | о. Микола Курасов             | Добропільське  |
| 47 | Храм Різдва Пресвятої Богородиці                                                           | Україна, Донецька область, Добропільський район, с. Шилівка                                                               |                                                                         | о. Олексій Карманець          | Добропільське  |
| 48 | Храм святого Серафима Саровського                                                          | Україна, Донецька область, м. Кальміуське                                                                                 |                                                                         | о. Ігор Шимяков               | Старобешівське |
| 49 | Храм трьох Святих                                                                          | Україна, Донецька область, Лиманського район, с. Яцьківка                                                                 |                                                                         |                               | Слов'янське    |
| 50 | Храм Вознесіння Господнього                                                                | Україна, Донецька область, Амвросіївський район, с. Благодатне , вул. Білостоцького, 25                                   |                                                                         |                               | Слов'янське    |
| 51 | Свято-Вознесенська парафія                                                                 | Україна, Донецька область, Краматорський район, м. Дружківка, вул. Пушкіна, 3                                             |                                                                         | архімандрит Діонісій Васильєв | Краматорське   |

## Галерея

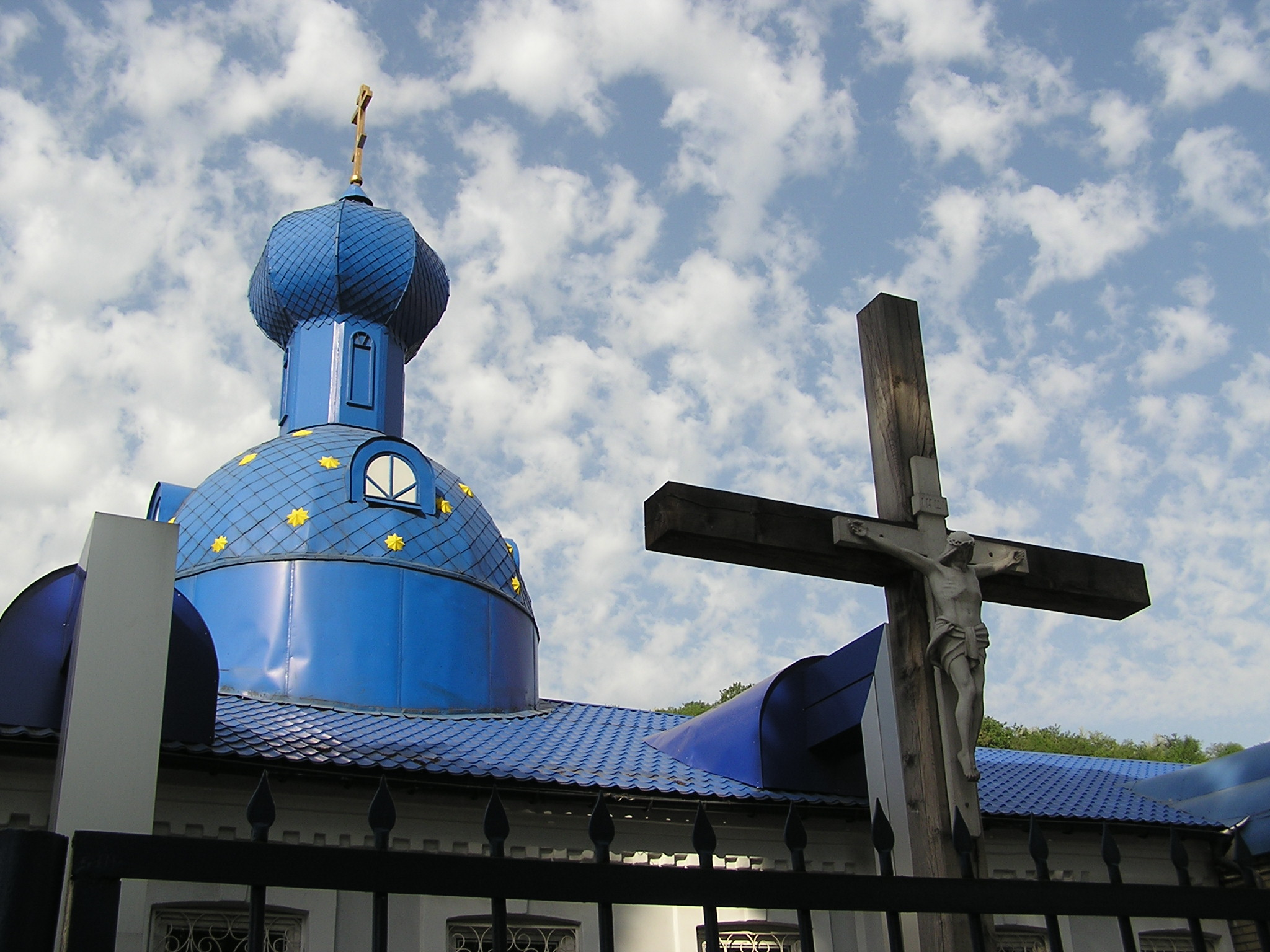
Свято-Преображенський кафедральний собор